# Melolontha rufocrassa
Melolontha rufocrassa är en skalbaggsart som beskrevs av Leon Fairmaire 1889. Melolontha rufocrassa ingår i släktet Melolontha och familjen Melolonthidae. Inga underarter finns listade i Catalogue of Life.